# Mesene leucophrys
Mesene leucophrys is een vlindersoort uit de familie van de prachtvlinders (Riodinidae), onderfamilie Riodininae.
Mesene leucophrys werd in 1868 beschreven door H. Bates.